# De avonturen van Rikki en Wiske
De avonturen van Rikki en Wiske is het eerste stripverhaal uit de reeks die nadien Suske en Wiske werd. Het is geschreven door Willy Vandersteen en gepubliceerd in De Nieuwe Standaard van 30 maart 1945 tot en met 15 december 1945. 
De eerste albumuitgave was in 1946, destijds in de Vlaamse ongekleurde reeks. Het verhaal kreeg hierin niet nummer 1, maar nummer 0. In 1975 werd het verhaal heruitgegeven in de Vierkleurenreeks met als nieuwe titel Rikki en Wiske in Chocowakije. Het kreeg als albumnummer nu 154.
Om de 75ste verjaardag van de strip te vieren, lazen Adriaan Van den Hoof en Alex Agnew het volledige stripverhaal voor.

## Personages
- Rikki
- tante Sidonia
- Wiske met Schanulleke (hier nog Schalulleke genaamd)
- ingenieur Wargaren
- Bukovin
- X27
- commissaris
- agenten
- mijnheer Catchman (leraar in zelfverdediging)
- J. Jansens (detective-generaal van België in Kroko)
- mevrouw Kletsmeierski
- de heer Biberonski
- pachter Naaszinski
- Oliebollowitz (in trein)
- boswachter
- cipier
- chef van spionagedienst
- juffrouw Panachowitz

## Uitvindingen
In dit verhaal staat de rakettank centraal, een fictieve uitvinding van ingenieur Wargaren. Het is een voertuig dat werkt op afgeroomde melk. De ingenieur bedacht de uitvinding in zijn villa in de Kempen. De tank kan sneller een einde maken aan oorlogen, zodat er ook sneller weer met een nieuwe oorlog kan worden begonnen. De plannen voor de rakettank worden echter gestolen door de Chocowaakse Spionagedienst. De bokser Rikki, die een match heeft tegen de Chocowaakse kampioen Bukovin, wordt als spion naar Chocowakije gestuurd om de plannen terug te krijgen. Hij komt er uiteindelijk achter dat de rakettank op een geheime plaats gebouwd wordt. Samen met tante Sidonia en Wiske weet hij de raket te stelen en er veilig mee het land uit te komen. Ze krijgen in Antwerpen een warm onthaal van de toegestroomde bevolking, maar rijden uiteindelijk met de rakettank een fontein in.

## Locaties
Dit verhaal speelt zich ten dele af in België, meer bepaald in Antwerpen en de Kempen. Voorts speelt het zich af in Chocowakije.

### Chocowakije
Chocowakije (afgeleid van Tsjecho-Slowakije) is een fictief land, grenzend aan België en het fictieve Kurkije (afgeleid van Turkije). De hoofdstad is Kroko (afgeleid van Krakau).
Het land is een republiek, geregeerd door een president, en heeft een coöperatieve staatsvorm. Het is een oosters georiënteerd land, geheel volgens de zienswijze die men over Oost-Europa had in de tijd dat het verhaal werd geschreven (1945). Het leger staat onder leiding van een kolonel. De Chocowakijse Spionagedienst heeft een belangrijke positie in het land en houdt alles nauwlettend in de gaten, samen met de agenten van de Gestaco (afgeleid van Gestapo).
Het nationaal blazoen is Meeroz stempelitz, minderoz werkitz. Een nationaal landbouwproduct is macaroni, op de vele macaroniplantages.

#### Kroko
Kroko is de hoofdstad van het fictieve land Chocowakije. Kroko heeft een directe spoorverbinding met Brussel en een vliegverbinding met Deurne. In Kroko bevindt zich de residentie van de president, een prachtig landhuis dat vol hangt met allerlei antieke wapenschilden en harnassen. Tevens bevindt er zich het hotel Chococo, waar Rikki zijn intrek neemt wanneer hij in Kroko aankomt.

## Het verhaal
Rikki, een beroemd bokser uit Antwerpen, brengt samen met zijn jongere zusje Wiske en hun tante Sidonia enkele dagen door op zijn buitenverblijf in de Kempen, voordat hij een bokswedstrijd heeft tegen Bukovin, de kampioen van Chocowakije. Daar ontdekken ze dat een vreemdeling filmopnames maakt van de villa van ingenieur Wargaren. Ze waarschuwen de ingenieur, die hen daarvoor bedankt. De ingenieur is bezig met een nieuwe uitvinding: de rakettank. Deze tank moet ervoor zorgen, dat oorlogen korter worden, zodat er sneller nieuwe kunnen uitbreken.
De volgende nacht worden de plannen voor de rakettank gestolen. Nadat ontdekt wordt dat deze plannen zijn gestolen door de geheime dienst van Chocowakije, vraagt de Minister van Bewapening aan Rikki of hij als spion naar het land wil gaan, zogenaamd voor de aanstaande bokswedstrijd, maar ondertussen om te spioneren. Rikki vertrekt, maar Wiske mag van tante Sidonia niet mee. Maar Wiske zou Wiske niet zijn als ze daar niet onderuit weet te komen en ze gaat als verstekeling in een postzak mee met het vliegtuig. Onderweg wordt ze gedropt en belandt zo ergens buiten Kroko, de hoofdstad van Chocowakije, in een vrachtwagen met hooi.
Rikki arriveert ondertussen in Kroko en ontvangt een bericht van J. Jansens, de detective-generaal van België in Kroko. Deze bevindt zich vermomd als baby in een kinderwagen, geeft Rikki een boek over Chocowakije en raadt hem aan zijn intrek te nemen in hotel Chococo. De spionagedienst van Chocowakije krijgt ondertussen de opdracht om Rikki te elimineren, maar deze wordt tijdig gewaarschuwd door J. Jansens. Rikki ontvlucht Kroko in een taxi, maar verongelukt tijdens zijn vlucht. Hij belandt in dezelfde vrachtwagen als waar Wiske zich bevindt. Samen nemen ze hun intrek bij een boer, die ze van een aanstormende stier hebben gered.
Ondertussen geraakt ook tante Sidonia in Chocowakije en zij besluit zich niet te laten zien en Rikki en Wiske als de geheimzinnige "X" te helpen, wanneer dat nodig is. Rikki en Wiske gaan naar de ontvangst van de president in Kroko, waar ze te weten komen, dat de rakettank op een geheime plaats gebouwd wordt. Ternauwernood weten ze uit de residentie van de president te ontkomen met de plannen van de rakettank. De tank is echter al vrijwel af en de plannen zijn dus niet meer nodig. Rikki en Wiske duiken onder op het platteland.
De Chocowakijse Spionagedienst zorgt ervoor dat de boksmatch tussen Rikki en Bukovin wordt vervroegd, zodat Rikki tevoorschijn moet komen. Bukovin, die aan de bouw van de rakettank werkt moet er dan voor zorgen dat Rikki tijdens het gevecht wordt uitgeschakeld. Uiteraard gelukt het juist Rikki om Bukovin knock-out te slaan. Tante Sidonia, die zich onder het podium bevindt, zorgt ervoor dat het licht uitgaat en ontvoert de verslagen Bukovin in de verwarring. Door middel van een ouderwetse wasmachine weet tante Sidonia Bukovin zo ver te krijgen de geheime werkplaats te verklappen waar de rakettank wordt gebouwd. Tante Sidonia stuurt dan anoniem een briefje aan Rikki en Wiske.
's Avonds weten Rikki en Wiske de zwaar bewaakte werkplaats binnen te dringen en de rakettank te stelen. In de rakettank worden ze ook weer herenigd met tante Sidonia, die hen vertelt dat zij de geheimzinnige "X" was. Rikki, Wiske en tante Sidonia weten met behulp van de rakettank het land te ontvluchten en worden tot slot feestelijk onthaald in Antwerpen.

## Achtergronden bij het verhaal
- In dit verhaal maken de hoofdpersonages Wiske en Tante Sidonia hun debuut. Suske zou pas zijn debuut maken in het volgende verhaal, Het eiland Amoras. Zijn plaats wordt hier ingenomen door Rikki. Vandersteen had het personage "Rikki" oorspronkelijk al Suske genoemd, maar de uitgever van zijn krant had, zonder Vandersteens medeweten, de naam tijdens de eerste publicatie in de krant veranderd in Rikki.
- Voor Rikki had Vandersteen zich sterk laten inspireren door de destijds al zeer bekende Kuifje, een creatie van Hergé. Ook uiterlijk lijkt Rikki hier nogal op. Vandersteen vond dit zelf ook en verving Rikki daarom vanaf het tweede verhaal door Suske, die van dezelfde leeftijd was als Wiske en zich daarom beter leende als haar tegenspeler.
- In het oorspronkelijke verhaal kwam een scène voor waarin Rikki een boek leest in een zetel en door een sluipschutter vanuit een nabijgelegen appartement met kogels wordt doorzeefd. Rikki bleek echter slechts een pop van zichzelf in de zetel te hebben geplaatst. Omdat deze scène was geplagieerd van een soortgelijke scène uit Kuifje in Amerika, werd ze in latere albumuitgaven verwijderd.
- De verstrooide ingenieur Wargaren kan gezien worden als de voorloper van professor Barabas.
- De naam Chocowakije is afgeleid van Tsjecho-Slowakije. In de krantenpublicatie van het verhaal De avonturen van Rikki en Wiske in De Nieuwe Standaard (1945) heette de hoofdstad nog Praak, maar de uitgever van het album (Standaard Boekhandel) in 1946 vond de naam niet gepast (het leek te veel op Praag, dit lag te gevoelig zo vlak na de Tweede Wereldoorlog) en paste de naam aan naar Kroko (Krakau).
- Het verhaal speelt zich af tegen de achtergrond van het naoorlogse Vlaanderen en de spanningsopbouw tussen Oost en West.

## Uitgavegeschiedenis
Het verhaal werd, destijds in zwart-wit, gepubliceerd in De Nieuwe Standaard in 240 stroken. Elke dag verschenen er twee stroken, waarbij de lezer aan het eind van elke aflevering nieuwsgierig werd gemaakt naar het vervolg. Dit stimuleerde de krantenlezer om de volgende dag opnieuw de krant te kopen. De eerste albumuitgave was in 1946, in de Vlaamse ongekleurde reeks (album nr. 0). Dit was deels een tweekleurenalbum en deels een ongekleurd album: het verhaal werd uitgegeven met afwisselend twee pagina's in blauwe inkt met een rode steunkleur en twee pagina's met enkel blauwe lijntekeningen. Er waren een aantal aanpassingen gedaan voor het album in vergelijking met de krantenpublicatie. Enkele plaatjes werden hertekend en er werden 20 stroken weggelaten, zodat er 220 stroken overbleven. Technisch gezien kon de uitgever Standaard Boekhandel namelijk alleen een album met 56 pagina's uitgeven. Er zijn slechts 7000 exemplaren gedrukt, zodat het album een verzamelobject is geworden. Het was te koop voor 36 Belgische frank. Pas in januari 1970 verscheen de eerste herdruk als een bijlage bij Stripschrift, maar ditmaal geheel ongekleurd. 
In 1973 werd het verhaal inhoudelijk identiek aan het oorspronkelijke album opgenomen in het jubileumboek ter ere van 25 jaar Suske en Wiske.
In april 1975 werd het verhaal ingekleurd heruitgegeven in de vierkleurenreeks (album nr. 154). Voor deze versie werden de oorspronkelijke tekeningen gebruikt (in tegenstelling tot eerdere kleurenuitgaven van Het eiland Amoras, De sprietatoom en De vliegende aap, waarvoor Vandersteen het verhaal compleet hertekend had), al bleven de 20 stroken die destijds ten opzichte van de krantenversie werden verwijderd hier ook afwezig. Wel werd, zoals al eerder consequent was gebeurd, de spelling gemoderniseerd en de dialoog van Antwerps naar Algemeen Nederlands omgezet. Het verhaal verscheen ook gelijktijdig in de Franse vierkleurenreeks. Het was de eerste en enige keer dat het verhaal in een andere taal dan het Nederlands werd uitgebracht. Bij deze heruitgave werd de titel aangepast naar Rikki en Wiske in Chocowakije.
In augustus 1989 verscheen een bibliofiele uitgave waarin voor het eerst het verhaal in zijn geheel werd opgenomen, dus inclusief de 20 eerder weggelaten stroken. Ook in de Rode klassiek reeks van februari 1993 verscheen het verhaal zoals het eerder in de krant was verschenen, inclusief Vlaamse taal. In november 2007 zat "Rikki en Wiske in Chocowakije" als cadeau bij de krant De Gelderlander.

## Varia
- Vandersteen was zelf niet tevreden met het personage Rikki. In het volgende verhaal, Het eiland Amoras, zou hij Rikki dan ook uit de reeks schrijven door hem in de rij te laten aanschuiven voor een schoenenbon. Rikki is daarna door Vandersteen zelf nooit meer opnieuw gebruikt in de verhalen. Ook Paul Geerts, die in 1972 het stokje van Vandersteen overnam, heeft Rikki nergens een rol gegeven. Pas in 2003 werd eindelijk duidelijk wat er sindsdien van Rikki is geworden, in Marc Verhaegens verhaal De gevangene van Prisonov. Het blijkt dat er destijds een kopie van de rakettank is gemaakt in Chocowakije. Met dit wapen gaat het verzet de strijd aan met het leger van president Bulshitov. Maar Rikki is toen in de gevangenis beland. Het probleem was echter dat niemand wist waar hij was, omdat hij het geheugen van Wiske en Sidonia gewist had met een magische spiegel.
- In De kus van Odfella (2003) wordt opnieuw gesproken over Praak, Lambik vertelt dat de IJzeren Chocotovspoorlijn in 1866 werd aangelegd en de verbinding tussen Antwerpen en Praak is. Op de Chocotovspoorlijn is ook station Gomoravska en Sodomitz[2], deze tweelingstad ligt op de grens met Kurkije[3].
- De naam 'Kroko' komt ook voor in een ander Suske en Wiske-verhaal, De krasse kroko. Dit heeft echter niets met de plaats in Chocowakije te maken.